# Campeonato Mundial de Esgrima de 2011
El LXXIII Campeonato Mundial de Esgrima se celebró en Catania (Italia) entre el 8 y el 16 de octubre de 2011 bajo la organización de la Federación Internacional de Esgrima (FIE) y la Federación Italiana de Esgrima.
Las competiciones se realizaron en el pabellón Palaghiaccio Catania de la ciudad siciliana.

## Medallistas

### Masculino
| Evento                      | Oro                                                                              | Plata                                                                                     | Bronce                                                                            |
| --------------------------- | -------------------------------------------------------------------------------- | ----------------------------------------------------------------------------------------- | --------------------------------------------------------------------------------- |
| Florete individual (13.10)  | Andrea Cassarà · Italia                                                          | Valerio Aspromonte · Italia                                                               | Victor Sintès · Francia · Giorgio Avola · Italia                                  |
| Florete por equipos (16.10) | Zhang Liangliang Lei Sheng Zhu Jun Ma Jianfei China                              | Marcel Marcilloux Victor Sintès Erwann Le Péchoux Brice Guyart Francia                    | Sebastian Bachmann · Peter Joppich · Benjamin Kleibrink · André Weßels · Alemania |
| Espada individual (12.10)   | Paolo Pizzo · Italia                                                             | Bas Verwijlen · Países Bajos                                                              | Fabian Kauter · Suiza · Park Kyoung-Doo · Corea del Sur                           |
| Espada por equipos (15.10)  | Ronan Gustin Gauthier Grumier Jean-Michel Lucenay Yannick Borel Francia          | Géza Imre · Péter Somfai · Gábor Boczkó · Péter Szényi · Hungría                          | Fabian Kauter · Benjamin Steffen · Max Heinzer · Florian Staub · Suiza            |
| Sable individual (11.10)    | Aldo Montano · Italia                                                            | Nicolas Limbach · Alemania                                                                | Luigi Tarantino · Italia · Gu Bon-Gil · Corea del Sur                             |
| Sable por equipos (14.10)   | Nikolai Kovaliov · Veniamin Reshetnikov · Alexei Yakimenko · Pavel Bykov · Rusia | Valeri Pryiomka · Aliaxandr Buikevich · Dmitri Lapkes · Aliaxei Lijacheuski · Bielorrusia | Diego Occhiuzzi · Aldo Montano · Giampiero Pastore · Luigi Tarantino · Italia     |

### Femenino
| Evento                      | Oro                                                                                    | Plata                                                                               | Bronce                                                                                  |
| --------------------------- | -------------------------------------------------------------------------------------- | ----------------------------------------------------------------------------------- | --------------------------------------------------------------------------------------- |
| Florete individual (11.10)  | Valentina Vezzali · Italia                                                             | Elisa Di Francisca · Italia                                                         | Nam Hyun-Hee Corea del Sur Lee Kiefer Estados Unidos                                    |
| Florete por equipos (14.10) | Inna Deriglazova · Aida Shanayeva · Larisa Korobeinikova · Yevgueniya Lamonova · Rusia | Arianna Errigo · Valentina Vezzali · Elisa Di Francisca · Ilaria Salvatori · Italia | Lee Hye-Sun Nam Hyun-Hee Jeon Hee-Sook Jung Gil-Ok Corea del Sur                        |
| Espada individual (13.10)   | Li Na China                                                                            | Sun Yujie China                                                                     | Ana Maria Brânză · Rumania · Anca Măroiu · Rumania                                      |
| Espada por equipos (16.10)  | Ana Maria Brânză · Anca Măroiu · Loredana Dinu · Simona Alexandru · Rumania            | Sun Yujie Li Na Luo Xiaojuan Xu Anqi China                                          | Rossella Fiamingo · Mara Navarria · Nathalie Moellhausen · Bianca Del Carretto · Italia |
| Sable individual (12.10)    | Sofia Velikaya · Rusia                                                                 | Mariel Zagunis Estados Unidos                                                       | Olha Jarlan · Ucrania · Yuliya Gavrilova · Rusia                                        |
| Sable por equipos (15.10)   | Yekaterina Diachenko · Sofia Velikaya · Yuliya Gavrilova · Dina Galiakbarova · Rusia   | Olha Jarlan · Olena Jomrova · Halyna Pundyk · Olha Zhovnir · Ucrania                | Mariel Zagunis Ibtihaj Muhammad Dagmara Wozniak Daria Schneider Estados Unidos          |

## Medallero
| Núm. | País           | Oro | Plata | Bronce | Total |
| ---- | -------------- | --- | ----- | ------ | ----- |
| 1    | Italia         | 4   | 3     | 4      | 11    |
| 2    | Rusia          | 4   | 0     | 1      | 5     |
| 3    | China          | 2   | 2     | 0      | 4     |
| 4    | Francia        | 1   | 1     | 1      | 3     |
| 5    | Rumania        | 1   | 0     | 2      | 3     |
| 6    | Estados Unidos | 0   | 1     | 2      | 3     |
| 7    | Alemania       | 0   | 1     | 1      | 2     |
| 7    | Ucrania        | 0   | 1     | 1      | 2     |
| 9    | Bielorrusia    | 0   | 1     | 0      | 1     |
| 9    | Hungría        | 0   | 1     | 0      | 1     |
| 9    | Países Bajos   | 0   | 1     | 0      | 1     |
| 12   | Corea del Sur  | 0   | 0     | 4      | 4     |
| 13   | Suiza          | 0   | 0     | 2      | 2     |
|      | TOTAL          | 12  | 12    | 18     | 42    |